# Слудський Аркадій Олександрович
Слудський Аркадій Олександрович (рос. Слудский Аркадий Александрович; 21 лютого 1912 — 9 березня 1978) — радянський зоолог, доктор біологічних наук (1962). Народився у Тирасполі, Молдавія. Член-кореспондент АН Казахської РСР. Займався дослідженням фауни Казахстану. Працював у Інституті зоології АН Казахстанської РСР на посаді завідувача лабораторії ссавців (1948—1976). Розробив основи промислу сайгака, займався вивченням каспійських тигрів. Лауреат державної премії СРСР (1951). Батько Олександра Аракадійовича Слудського, радянського епідеміолога.  

## Праці
- Слудский А. А., 1950. О редких и новых видах млекопитающих для Казахстана. Бюлл. МОИП, 40, № 2 : 11-14.
- Слудский А. А., 1953. Отряд хищные - Carnivora. В: Афанасьев А. В., Бажанов В. С., Корелов М. Н., Слудский А. А., Страутман Е. И. Звери Казахстана. Алма-Ата.
- Слудский А. А., 1953а. Тигр в СССР. Изв. АН КазССР, сер. биол. № 8 : 18-43.
- Слудский А. А., 1963. Джуты в евразийских степях и пустынях. Сб.: "Материалы по фауне и экологии наземных позвоночных Казахстана". Алма-Ата.
- Слудский А. А., 1966. Владыка джунглей. Алма-Ата.
- Слудский А. А., 1966. Мировое распространенней численность тигра. Тр. Института зоол. АН КазССР, 26. Алма-Ата.